# Сэйбрук (колония)
Колония Сэйбрук (англ. Saybrook Colony) — английская колония в Северной Америке, существовавшая в 1635—1644 годах.
В 1632 году Уильям Финнес, 1-й виконт Сэй-энд-Сил и Роберт Гревилл, 2-й барон Брук вместе с ещё десятком участников получили от графа Уорика и Компании Новой Англии патент на большую полосу земли у реки Коннектикут. Они назначили Джона Уинтропа-младшего (сына губернатора Колонии Массачусетского залива Джона Уинтропа), который в 1634 году прибыл в Англию, губернатором этих земель. Вернувшись в 1635 году в Америку, Уинтроп-младший построил с помощью инженера Лайона Гардинера форт в устье реки Коннектикут, который назвал «Сэйбрук» в честь владельцев.
В 1639 году в качестве представителей владельцев патента в форт Сэйбрук прибыл Джордж Фенвик, который стал губернатором. В связи с началом в 1640-х годах гражданской войны в Англии английские держатели патентов потеряли интерес к заморским операциям, и в 1644 году по их поручению Фенвик продал колонию Сэйбрук властям колонии Коннектикут.

### Статьи
- Andrews, Charles M. The Beginnings of the Connecticut Towns (англ.) // The Annals of the American Academy of Political and Social Science. — 1890. — Vol. 1. — P. 165-191.
- Engstrom, Hugh R.Jr. Sir Arthur Hesilrige and the Saybrook Colony (англ.) // A Quarterly Journal Concerned with British Studies. — The North American Conference on British Studies, 1973. — Vol. 5, iss. 3. — P. 157-168. — doi:10.2307/4048260.